# Kostel Božího Těla (Počátky)
Hřbitovní kostel Božího Těla stojí v Počátkách na hřbitově při Žižkově ulici. Začíná tady trasa NS Cestou starých soukenických mistrů Počáteckých. Od roku 1963 je chráněn jako kulturní památka.

## Historie a popis
Výstavba kostela proběhla ve druhé polovině 16. století. První písemná zmínka pochází z městských sirotčích knih z roku 1565, kdy Pavel Havrda věnoval peníze na opravu kostela a kostnice. Jenže na konci 17. století už byl zchátralý, takže v letech 1705–1711 prošel barokní přestavbou vedenou patrně Domenicem de Angelim. Z původní stavby se dochovalo pouze ostění se znaky pánů z Hradce. Velká část přestavby pak byla financována z tzv. přívarku počáteckého pivovaru.
Jedná se o trojlodní stavbu uzavřenou trojbokým kněžištěm. V interiéru, zařízeným smíchovský farářem Vincencem Švehlou na jeho náklady, se nachází pětice oltářů z let 1713–1714 zřejmě od sochaře Františka Bauguta, autora sousoší sv. Jana Nepomuckého na náměstí. Na hlavním oltáři je uložen obraz Večeře Páně z roku 1714 zřejmě od malíře J. Schmida. V roce 1717 přibyly varhany od Václava Pantočka z Dačic.

## Kostnice
Západně od kostela se nachází zvonice s kostnicí, taktéž z konce 16. století. V roce 1998 prošel generální rekonstrukcí, v roce 1999 byla obměněna i cibulovitá báň krytá šindelem.